# Избук (Бихор)
Избук (рум. Izbuc) насеље је у Румунији у округу Бихор у општини Карпинет. Oпштина се налази на надморској висини од 451 m.

## Становништво
Према подацима из 2002. године у насељу је живело 621 становника, од којих су сви румунске националности.